# Ardiccio Modena
Ardiccio Modena (Brescia, 14 dicembre 1879 – Mantova, 4 aprile 1974) è stato un calciatore e arbitro di calcio italiano.
Assieme ad altri soci, fu fondatore del Mantova 1911 e del Brescia Calcio.

## Biografia

### L'infanzia
Nasce a Brescia il 14 dicembre 1879 e muore a Mantova il 4 aprile 1974.
Alla morte della madre, Santa Venturi, il padre Achille si risposò; ai due figli, tra cui Ardiccio, nacquero altri fratelli, ma il piccolo "sportivo" fu sempre affezionato alla vera e dotta sorella Massimilla, che lo accudì amorevolmente nonostante la sua vivacità. Intelligente, mal sopportava la rigidità della didattica dell'Ottocento che lo portò a dover ripetere la prima elementare perché ….mi stancavo a disegnare solo aste!.
A fine ‘800 lo troviamo a Mantova, ove si era trasferito il padre per motivi di lavoro, inserito nell'attività sportiva locale, in particolare nel ciclismo.

### In Inghilterra a vent'anni
Per dissapori con la matrigna nel 1899, a soli venti anni, Ardiccio lascia l'Italia e parte per l'Inghilterra intenzionato a fare il cameriere; il padre cuoco lo aveva infatti istruito nell'arte della cucina.
Da Parigi va a Londra ed infine si stabilisce a Liverpool.
Raggiunta la sicurezza economica si dedicò al gioco del calcio che voleva apprendere e praticare; a Londra e a Liverpool frequentò sodalizi sportivi e già dal 1904 iniziò i giovani al gioco del calcio, come si legge nella dedica che i Veterani dello sport gli dedicarono al suo settantacinquesimo compleanno.
Ardiccio Modena viene per lo più ricordato come fondatore di squadre di calcio, ma in realtà non era appassionato solo al calcio, amava e praticava con entusiasmo ed abilità ciclismo, motociclismo, automobilismo, nuoto, podismo, pesca; fu inoltre promotore di varie attività cittadine attinenti allo Sport (palio polisportivo gonzaghesco, gruppo veterani dello sport, targhe ricordo per gli atleti defunti..). Il calcio fu tuttavia lo sport privilegiato come emerge dalla pergamena già citata.
Il 1º luglio 1905 gareggiò a Liverpool in una gara ciclistica sul campo sportivo dell'Everton. Così scrive nel suo testamento sportivo olografo:
... Ho iniziato la mia carriera sportiva col 1º luglio 1905 a Liverpool partecipando ad una corsa ciclistica in pista di un miglio inglese (1609 metri). Partii col n° 33 partendo con l'abbuono di 180 yarde. La pista era semplicemente un campo di football e precisamente quello dell'Everton. Durante un festeggiamento del corpo della Polizia di Liverpool. Data la partenza mi sono ritirato dopo due giri perché avendo le ruote libere non potevo regolarmi nelle curve ...

### Rientro in Italia e fondazione del Mantua Foot-Ball Club
Resta in Inghilterra fino a fine 1905, inizio 1906.
... Verso la fine dell'anno o ai primi del 1906 rientrai in Italia ma ho sempre continuato mediante i giornali a seguire le fasi dello sport inglese ma semplicemente quelle del calcio ....

Rientrato in Italia frequenta a Mantova l'ambiente sportivo a cui infonde l'entusiasmo per lo sport calcistico e, nel novembre 1906 fonda il Mantua Foot-Ball Club di cui fu consigliere, allenatore e giocatore.
... Fatte le prime relazioni cominciai la propaganda e così riuscii a formare il Mantua F.B.C. ....
In una città in cui lo sport privilegiato era il ciclismo (erano però ancora in voga scherma, equitazione, canottaggio e corsa) la Gazzetta di Mantova di martedì-mercoledì 13-14 novembre 1906 divulga la notizia della nascita del Mantua Foot-Ball Club a cui viene rivolto ... augurio di vita gloriosa e duratura ... in quanto questo tipo di sport ha tanti buoni elementi per l'educazione fisica della gioventù nostra ....
Fino al 1909 guidò le sorti della squadra potenziando anche dirigenti e giocatori. Ardiccio era, oltre che portiere, Presidente della Commissione sportiva. I racconti calcistici e la sua ampia cultura attiravano molti suoi coetanei giovani studenti frequentanti la trattoria del padre La Torretta, in vicolo Leon d'Oro nº 8, che era anche la sede della società mantovana.
Nel testamento sportivo olografo di Modena sono descritti gli esordi del calcio mantovano con l'acquisto a Verona di un pallone da £ 12 che risultò irregolare:
... Acquistammo quindi un pallone... invece del regolamentare n° 5 me ne mandarono uno che in pochissimo tempo aumentò di volume ....
che si affiancava a quello di pelle gialla portato da Liverpool, e che veniva anch'esso coperto con uno straccio per evitarne il consumo,
... ma essendo quel terreno molto ghiaioso si avvolgeva il pallone in tela di sacco per non sciupare troppo la copertura di cuoio ....
Alla luce dei fanali in piazza Virgiliana con
... la conoscenza che avevo del gioco e anche con opuscoli si cominciò a dare i primi calci al pallone; questo avveniva in fondo alla piazza Virgiliana di fianco all'Arena Virgiliana (...) lì si andava anche di sera alla luce dei fanali ....

### Gli esordi della squadretta e la cavalleresca partita
Si cominciò a dare i primi calci. Modena aiutato da opuscoli che aveva portato con sé dalla madrepatria del calcio, indicava le regole. Non c'era alcun sostegno; solo una fontanella per dissetarsi e per rinfrescarsi. Ognuno si lavava a casa la propria divisa.
... Intanto si continuavano a dar calci più per fare confidenza e per fare del fiato. La prima partita tra vari elementi avvenne sul Te, non eravamo proprio undici per parte ... intanto si cominciavano a conoscere il compito degli attaccanti, della difesa, e del portiere, in più cos'era il corner, l'out, ed i termini del gioco. Essendo stato chiamato a fare da interprete ad una costruzione in via Magazzeni; ove due scozzesi montavano quell'impianto che si chiama Conveyor così facendo amicizia con uno di questi operai (che si chiamava Ned Henderson) al termine della giornata ci recavamo sul Te a dare dei calci; così pian pianino racimolai (tra le critiche del pubblico che ci derideva) alcuni elementi e formammo una squadretta. Tra quei ... vi era anche Francesco Verri; il maestro Ottorino Kurbner, Reggiani, Cesare Manelli; e tanti altri ....
Il Mantua F.B.C comprendeva anche uno straniero: lo scozzese Ned Henderson; altri nomi noti erano Reggiani e l'olimpionico Francesco Verri. Il pubblico li derideva.
Il 26 maggio 1907 il Mantua F.B.C. gioca la sua prima partita ufficiale a Verona invitati dall'Hellas Verona Football Club che voleva festeggiare due olimpionici, tra cui il veronese Alberto Masprone, che si erano distinti ad Atene; in loro onore nell'Arena si organizzarono vari festeggiamenti che culminarono nella partita con il Mantua F.B.C.
... Così si giunse al 1906. Verri andò ad Atene a partecipare ai giochi olimpici vincendo da gran signore le corse ciclistiche di velocità mentre quelle su strada fu sempre imbottigliato non poté mai uscire perché temuto da tutti e quindi non poté vincere che una corsa invece delle due in programma. A tali giochi partecipò anche il Sign. Alberto Masprone di Verona il quale vinse una gara di atletica leggera: sia il Verri che Masprone al loro rientro in Patria furono festeggiati dalle loro città, ed a Verona organizzarono in Arena una serie di esercizi ginnastici ed altro. Culminavano le manifestazioni con una gara di calcio. Noi fummo invitati a sostenere l'incontro con la squadra veronese Hellas o Bentegodi. Entrammo in Arena, ma il terreno non permetteva una squadra di undici, così giocammo in nove. La squadra mantovana era così composta: portiere Borella Aldo, terzini: Cipriani Amedeo, Modena Ardiccio, seconde file: Isola Edoardo: Ned Herderson, Troiani Luigi: attacco: Pancera Carlo, Faveri Raoul, Menini Angelo. Si giocarono due tempi di ½ ora e perdemmo 2 a 0. In ognuno di noi c'era un grande orgasmo trattandosi di presentarsi davanti ad una folla di diverse migliaia di persone venute per acclamare il Masporone. Chiusa la cavalleresca partita hanno invitato ad un grande banchetto all'Accademia ciascuno di noi una grande medaglia d'argento ed una anche per la Società ....
Giocarono in 9 per la ristrettezza del campo; la formazione mantovana perse 2 a 0 (c'è chi dice che i veronesi erano abili nel far battere il pallone su un muretto e farlo ritornare in campo senza che l'arbitro, referee in inglese, potesse opporsi); Modena la definisce tuttavia “cavalleresca”; e fu onorato per le medaglie ricevute e per l'invito al primo di una lunga serie di banchetti in nome dello sport. Anche alla partita di ritorno giocata a Mantova sul Te il 30 giugno la squadra virgiliana fu la sconfitta 3 a 0.

### Nascita dell'Associazione Mantovana del Calcio e fondazione del Brescia Foot-Ball Club
Nel 1911, per dissidi interni, il Mantua F.B.C. venne sciolto; dalle ceneri nacquero la Vis et Virtus guidata da Modena e con maglie a righe e il Gruppo del Calcio guidato da Reggiani.
Il 24 marzo 1911 le due squadre si riunificarono e diedero vita all'Associazione Mantovana del Calcio (acronimo A.M.C). Il 1911 è pertanto ritenuto l'anno di fondazione ufficiale della società. Primo presidente fu l'avv. Ciro Finzi; Reggiani era allenatore e giocatore. Le tensioni devono essere state forti se Reggiani uscì dall'A.M.C. per fondare la Juventus Foot Ball Club che ebbe però vita breve.

Modena trasferitosi, nel 1911, a Brescia per motivi di lavoro fu immediatamente richiesto dalla Società Ginnastica Victoria nella disciplina della sezione calcio; con il ruolo di portiere partecipò ai tornei locali. Nel 1911 a seguito della scissione della Ginnastica Victoria fondò una seconda squadra di calcio: il Brescia Foot-Ball Club di cui fu portiere.

### Da Roma a ... Via Roma
Nel 1912 si recò a Roma per motivi di lavoro invitato a giocare dal giornalista Ugo Nalato.

L'interesse di Modena fu però sempre rivolto al calcio tanto che nella capitale prese contatto con la Società Sportiva Roman Foot-Ball Club partecipando a tutti i tornei in qualità di riserva fino al 1913.
Nel 1914 ritornato a Mantova entrò prima nel sodalizio Vis et Virtus poi nella Juventus Foot-ball Club di Mantova come portiere sino alla fine del 1914.

Lavorando al Senoner, l'albergo più "in" di Mantova situato in pieno centro tra via Roma e via Battisti, conosce una bella guardarobiera che diventerà sua moglie.

La domenica 23 marzo 1914 venne inaugurato a Mantova il primo “stadio”: un campo “smontabile e coperto” di 110 per 70 metri ispirato a quello di Buffalo Bill che era passato dalla città virgiliana con il suo circo. La vera motivazione: far pagare il biglietto ai numerosi spettatori molti dei quali erano eleganti signore.

### La grande guerra
La guerra ferma lo sport, infatti, dal 1915 al 1918 Ardiccio è alla linea del fuoco come usava definire il suo ruolo di cuciniere; era infatti prezioso agli ufficiali perché, parlando inglese, francese e tedesco, lingua che volle dimenticare dopo la seconda guerra mondiale, era utilizzato come traduttore e pertanto, anche per i suoi 36 anni, non venne mai inviato al fronte ma arruolato nel 4° automobilisti in una caserma di Piacenza era anche automobilista.
Terminata la guerra rientra a Mantova e fonda la Società Unione Sportiva Mantovana di cui fu dirigente ed allenatore.
Intanto si era sposato con Rosa Berta, di Castel d'Ario e amica di Tazio Nuvolari e aveva preso in gestione la cucina del Circolo Cittadino di Mantova.

### Sport praticati ed attività sportive promosse
Proprio perché amante dello sport puro non si limitò ad organizzare/seguire solo manifestazioni calcistiche, ma esercitò anche gare podistiche, ciclistiche, ciclopedisti erano allora definiti, natatorie fino al 1922.
Nel maggio del 1921 erano già nate due figlie, una terza nacque molti anni dopo, per cui nel 1922 si ritirò dallo sport attivo per motivi di famiglia.
Tra i vari sport cui si dedicò Modena va annoverato anche l'arbitraggio, ruolo affidato alle personalità locali conoscitori delle regole e dalla salda integrità morale.

Fu arbitro di calcio del Comitato Regionale Veneto-Emiliano (dal 1912), Mantova, infatti, passa alla Lombardia solo ai giorni nostri (1995). Ardiccio è il primo arbitro virgiliano ecco perché la riproduzione della sua tessera è stata regalata al più noto arbitro della sezione A.I.A. virgiliana: Gennaro Borriello il 14 giugno 1992, Andrea Gervasoni allora era ancora in fieri.

### Gruppo veterani dello sport Achille Sacchi
Lo sport a tutto raggio era la sua passione, raccogliendo le esigenze di tanti amici che avevano dovuto abbandonare lo sport attivo, nel 1949 fondò, unitamente a Guglielmo Reggiani, il Gruppo Veterani dello Sport Achille Sacchi. La Gazzetta di Mantova del 17 luglio 1949 ricorda l'avvenimento; spiega ed elogia le finalità per "... aver introdotto calcio e ciclismo ai tempi in cui il calcio e il ciclismo erano attività pressoché sconosciute e un atleta che correva era quasi scambiato per pazzo ...".
Anche il numero unico sport virgiliano del maggio 1967 dedica un articolo al gruppo.

Potevano iscriversi ex sportivi che avevano abbandonato l'attività da almeno cinque anni.

Nel 1955 in seno al Gruppo Veterani dello Sport ha elaborato alcuni suggerimenti in ordine al perfezionamento del gioco del calcio; in occasione della Coppa Italia del 1967-1968 la F.I.G.C. li ha accolti abolendo il sorteggio in caso di parità di squadre con l'attuazione dei tiri in porta dal dischetto di rigore. Ne sono valide testimonianze le note della F.I.G.C. prot 2710 GTB/zl del 18/12/1962 e nota della Juventus F.C. di Torino prot. APG/bc/nº74II del 12 maggio 1965 unitamente agli articoli dello Sport Illustrato del 10/3/1955.

### Palio polisportivo gonzaghesco
La sua mente poliedrica non stava mai ferma; attento lettore di tutto ciò che lo circondava unitamente alla Canottieri Mincio, alla ciclistica Learco Guerra, alla Polisportiva Libertas, alla skating club e sotto il patrocinio dell'Ente Provinciale del Turismo di Mantova riportò a Mantova un evento del lontano passato: il Palio Polisportivo Gonzaghesco che fece rivivere le 20 contrade istituite da Francesco Gonzaga il 1º gennaio 1401.

La dovizia di materiale pervenutaci del primo (19 settembre 1954); del secondo (11 settembre 1955) e di quello del 29 settembre 1957 testimoniano l'accuratezza organizzativa che fu premiata dall'Ente provinciale del turismo. Erano coinvolte tutte le contrade di Mantova.

## Riconoscimenti alla carriera
Durante la carriera sportiva ha ricevuto attestazioni di simpatia e di elogio per l'attaccamento e la serietà profusa al servizio dell'ideale sportivo. Ne sono valide testimonianze le medaglie, i diplomi, le parole scritte e orali ricevuti nella lunga carriera da parte di Enti, Organizzazioni, personalità… del mondo sportivo.
Sempre invitato a cene di carattere sportivo, ci ha lasciato, olografi, buona parte dei discorsi da lui tenuti dagli anni cinquanta al 1971 alle cene sociali, alle assemblee dei veterani, alle premiazioni del palio… Dalla lettura emerge lo spaccato dei problemi di allora.
Elenco alcune onorificenze ricevute: Dal C.O.N.I. un medaglione; dal Brescia F.B.C. una medaglia d'oro per essere stato tra i fondatori; dall'A.C.I. Mantova una medaglia d'oro per il ritorno della stessa in serie A; dall'Ente provinciale del turismo di Mantova una medaglia d'oro per mezzo secolo di sport e ¾ di secolo di vita il 14 dicembre 1954; dal gruppo Veterani dello Sport una medaglia d'oro di benemerenza il 20 novembre 1977; cavaliere per meriti sportivi.

Ardiccio Modena era noto dentro e fuori Mantova; in contatto con giornali sportivi, era, per Autorità ed Istituzioni, un onore averlo proprio ospite per la gradevolezza del suo colloquiare, per la lucidità dei suoi ricordi, per la signorilità con cui si rapportava alle persone.
Ardiccio era sempre circondato da notabili, politici, sportivi.

## La persona
Alto, biondo, occhi azzurri, elegante nella sua redingote e con la bombetta era un vero gentleman anche di animo.
Di carattere riservato, ma disponibile all'ascolto, poteva essere scambiato per un ragazzo timido.

Tutta la sua vita fu improntata all'autenticità di pensiero; pur nel rispetto delle leggi il cav. Modena, cavaliere della Repubblica per meriti sportivi, era uno spirito libero, creativo, ma prudente.

Non si è mai vantato delle sue doti ed ha sempre mantenuto un comportamento corretto e “giusto” in ogni momento della sua vita
... modestia a parte ho sempre partecipato attivamente nei compiti direttivi ...
scrive nel testamento quasi a scusarsi della sua maestria.

Contrariamente a chi ama pavoneggiarsi Ardiccio era schivo agli elogi che accettava sempre con grande umiltà; proprio perché era un vero sportivo gioiva delle vittorie altrui e sapeva condividere i suoi successi. Se però non concordava con qualcosa lo manifestava chiaramente in ogni circostanza e in ogni settore come ad esempio il 9 marzo 1956 allorché inviò una raccomandata di rettifica al Direttore di "Lo Sport Giallo".

Ai vivi affiancava il ricordo dei defunti, specie calciatori, come ad esempio Danilo Martelli perito nella tragedia di Superga e a cui è dedicato lo stadio di Mantova.
Nel 1966 per motivi di salute e deluso dalla connotazione che aveva assunto lo sport lasciò definitivamente l'ambiente sportivo rimanendo, tuttavia, al suo servizio quale iscritto e continuando a proporre miglioramenti al regolamento.
Ebbe un nipote, Stefano Ferrari, allenatore della squadra di pallavolo femminile Beng Rovigo ed allenatore di altre squadre di serie B
Al suo funerale erano presenti autorità sportive e civili; una targa allo stadio lo ricorda ed è il minimo che la città poteva fare per chi fece annoverare Mantova tra le prime sei città italiane ad avere una squadra di calcio.